# Don't Look Back (川島だりあのアルバム)
『Don't Look Back』（ドント・ルック・バック）は、川島だりあの2枚目のアルバム。収録曲のうち表題曲を含む2曲を、先行して同名のシングルとしてリリースしている。本記事ではアルバムとシングルの双方について記述する。

## アルバムの概要
全ての作詞・作曲を手がけたオリジナル・アルバム。最も売れたオリジナル・アルバムだが、これ以降、倉田らとのFEEL SO BADの活動を主にしているため、オリジナル・ソロ・アルバムを出していない。ビージンから発売された当初の規格品番はBJCL-1002であった。1993年に再発売してからの規格品番はZACL-2006である。

### アルバム収録曲
1. Don't Look Back
2. 瓦礫の愛
3. STAY WITH ME
4. We'll be together
「Don't Look Back」のカップリング曲。
5. Fly-By-Night
6. シンデ“Fuckin'”レラ
7. Give Me All Your Love
8. Francihse
9. Baby Baby

作詞・作曲:川島だりあ 編曲:西田昌史・倉田冬樹（全曲）

## シングルの概要
川島だりあの2枚目のシングル。規格品番はBJDL-1009、再発売後はZADL-2010。
川島が倉田冬樹と初めて共同で手がけたシングル。以降、「悲しき自由の果てに」を除いて共同で手がけている。ビージンから発売された当初の規格品番はBJDL-1002であった。1993年に再発売してからの規格品番ははZADL-2008である。表題曲は後に、「LEGEND of 90's J-ROCK「LIVE BEST & CLIPS」」にて、収録される。

## 収録曲
| #  | タイトル              | 作詞・作曲 | 編曲               |
| -- | --------------------- | ---------- | ------------------ |
| 1. | 「Don't Look Back」   | 川島だりあ | 西田昌史・倉田冬樹 |
| 2. | 「We'll be together」 | 川島だりあ | 西田昌史・倉田冬樹 |

## レコーディング参加
- 倉田冬樹 - ギター
- 大橋雅人 - ベース
- 松原秀樹 - ベース
- 山口昌人 - ドラム
- 岡本郭男 - ドラム
- 小野塚晃（DIMENSION） - キーボード
- 増田隆宣 - キーボード